# Elaphria bertha
Elaphria bertha är en fjärilsart som beskrevs av William Schaus 1898. Elaphria bertha ingår i släktet Elaphria och familjen nattflyn. Inga underarter finns listade i Catalogue of Life.